# Добје при Лесичнем
Добје при Лесичнем (словен. Dobje pri Lesičnem) је насељено место у општини Шентјур, Савињска регија, Словенија.

## Историја
До територијалне реорганизације у Словенији било је у саставу старе општине Шентјур при Цељу.

## Становништво
У попису становништва из 2011. године, Добје при Лесичнем је имало 81 становника.
| Број становника према пописима | Број становника према пописима | Број становника према пописима |
| ------------------------------ | ------------------------------ | ------------------------------ |
| 1991                           | 2002                           | 2011                           |
| 93                             | 95                             | 81                             |

Напомена: До 1953. исказивано под именом Добје.